# キケ・サラス
エンリケ・ヘスス・"キケ"・サラス・バリエンテ（Enrique Jesús "Kike" Salas Valiente、2002年4月23日 - ）は、スペイン・アンダルシア州モロン・デ・ラ・フロンテーラ出身のサッカー選手。セビージャFC所属。ポジションはDF。

## クラブ経歴
アンダルシア州のモロン・デ・ラ・フロンテーラに生まれ、2013年に11歳でセビージャFCのカンテラに入団した。2021年1月にBチームデビューを果たすと、2021年4月27日、クラブとの契約を2024年まで延長した。
2022年9月10日、プリメーラ・ディビシオンのRCDエスパニョール戦にて、67分までプレーしたことでセビージャでのトップチームデビューを果たした。

## 人物
叔父のビクトル・サラスも同じくサッカー選手であり、セビージャFCのカンテラを経て主にセグンダ・ディビシオンのクラブで活躍した。